# Rémy Grumbach
Pour les articles homonymes, voir Grumbach.
Rémy Grumbach, né le 7 mars 1938 dans le 8e arrondissement de Paris, est un producteur et réalisateur de télévision français.

## Biographie
Après avoir obtenu son baccalauréat, Rémy Grumbach entreprend des études de médecine malgré sa passion pour le cinéma. Il les abandonne après trois ans et vit de petits boulots avant de se lancer dans l'audiovisuel en autodidacte. 
Grumbach effectue son service militaire à l'Établissement cinématographique des armées, puis entre à l'ORTF, où il devient l'assistant de plusieurs réalisateurs, notamment d'André Michel et de Maurice Cazeneuve. Grâce à un voisin, le comédien Philippe Nicaud, il devient assistant du réalisateur Marcel Bluwal sur la série télévisée L'inspecteur Leclerc en 1961. 
Découvert par la productrice Daisy de Galard, il contribue à l'émission de télévision Dim, Dam, Dom, avant de réaliser durant cinq ans Les Rendez-vous du dimanche (1975-1980), une émission hebdomadaire produite par Françoise Coquet (d) et présentée par  Michel Drucker. 
Par la suite il se consacre notamment à la réalisation de Avis de recherche et Le Jeu de la vérité, émissions de l'animateur Patrick Sabatier. 
Rémy Grumbach dirige également de nombreuses soirées spéciales, à l'occasion de cérémonies retransmises à la télévision en direct, telles les Victoires de la musique, Les Molières, le Festival de Cannes, le Midem ou les 7 d'or.

### Activités à la SACEM
Pendant plus de 30 ans, Rémy Grumbach fut un membre actif de la Société des auteurs, compositeurs et éditeurs de musique :
- sociétaire (depuis 1980)
- membre (1984) puis président (2000-2003) de la Commission des auteurs-réalisateurs
- administrateur (2003-2017)
- vice-président (2018)[3].

### Vie personnelle
Rémy Grumbach a été marié avec l'actrice Marie-France Boyer. Il est le fils du journaliste Jacques Grumbach, le neveu de Jean-Pierre Grumbach, plus connu sous le nom de Jean-Pierre Melville et le cousin des réalisateurs Michel Drach et Laurent Grousset-Melville.

## Distinctions
- Grand prix de l'auteur-réalisateur de l'audiovisuel de la SACEM (2006)

## Décoration
- Chevalier de l'ordre des Arts et des Lettres (1992)[5]

## Filmographie
Réalisateur
- 1999 : Maurice Jarre, un parcours en musique (film documentaire),  Licange Productions, RRAG, France 3
- 1994 : De Serge Gainsbourg à Gainsbarre
- 1985 : Le Jeu de la vérité (émission)
- 1980-1981 : Les Nouveaux Rendez-vous du dimanche (23 émissions)
- 1980 : Mouloudji à l'Olympia (documentaire)
- 1975-1980 : Les Rendez-vous du dimanche (61 émissions)
- 1973 : La godille (film TV)
- 1973 : L'araignée (film TV)
- 1972 : Avec le cœur (film TV)
- 1970 : Dim, Dam, Dom (émissions)
- 1968 : Pauline Carton, Institut National de l'Audiovisuel, coll. Dim Dam Dom
- 29 clips :  dont Michel Polnareff, Stevie Wonder, Michèle Morgan...

Auteur
- 1985 : Le Jeu de la vérité (émissions)
- 1962-1963 : L'Inspecteur Leclerc enquête
- 1963 : L'Agent double
- 1962 : Mortellement vôtre
- 1962 : Face à face (adaptation)

Producteur
- 1975-1976 : Les Rendez-vous du dimanche (400 épisodes)

Apparitions à l'écran
- 2008 : Sous le nom de Melville (documentaire) rôle : lui-même
- 1977 : Les Rendez-vous du dimanche : lui-même